# Импасто
Импасто (итал. impasto — плотная смесь, мешанина) — технический приём плотного покрытия какого-либо материала, письма, росписи, лепки плотной массой кроющего материала. Применяется в разных видах искусства: в декоративно-прикладном искусстве, живописи, графике, лепке.

## Импасто в художественной керамике
В истории керамики термином «импасто» обозначают группу ранних, архаичных италийских изделий типа буккеро, связанных с древними культурами Вилланова и этрусков. Обычно это изделия цвета тёмно-красной или желтовато-охристой глины, вылепленные от руки, без применения гончарного круга. Однако итальянские специалисты часто применяют этот термин и в более широком значении, включая любые изделия с лепными деталями либо вообще архаичную керамику. В современном значении термин «импасто» иногда используют в качестве синонима техники ангобирования — покрытия изделия до обжига тонким слоем сырой белой или цветной глины — ангобом (итал. ingobbio — обмазка) либо росписи цветными ангобами, создающей слегка рельефный рисунок.

## Импасто в живописи
Техника импасто в живописи гуашью, темперой или маслом представляет собой совокупность приёмов письма плотными, кроющими мазками, часто с использованием мастихина или шпателя вместо кисти. То же, что пастозная или корпусная, техника. Противоположный приём — лессировка. Создаётся путём нанесения толстого слоя краски разведённой малым количеством связующего вещества или растворителя. Такой техникой достигается рельефность мазка, усиление светотеневых эффектов и текстуры живописи. Как правило, применяется на завершающем этапе написания произведения.
Одним из первых в истории масляной живописи пастозную технику применял Тициан. Знаток техники живописи Д. И. Киплик посвятил отдельный раздел своей книги сравнительному анализу живописной манеры и техники Джорджоне и Тициана. Он отмечал, что оба мастера являются создателями новой «итальянской манеры импасто», приёмов письма плотными, кроющими мазками в отличие от традиционных лессировок (так называемой «фламандской манеры»): Тициан, писал Киплик, «любил вообще пасту красок». На завершающем этапе работы над картиной он писал пальцем или даже ладонью растирая густой слой краски. Схожим образом поступал и великий Рембрандт. Он сочетал полупрозрачные лессировки «в тенях» и густой пастозный, даже рельефный мазок «в светах»: «Виртуозный рембрандтовский пастозный живописный мазок, столь высоко ценимый позднее и в наше время, вызывал у современников Рембрандта лишь недоумение и порождал насмешки и остроты на его счёт. О портретах его говорили, что их можно приподымать рукой за нос, такими горами нанесены в них краски».
Среди живописцев постимпрессионизма технику импасто в целях наибольшей выразительности и динамики мазка применял Винсент Ван Гог.

## Техника импасто в эмалировании металлических изделий
Один из способов ювелирного эмалирования в виде послойного нанесения мелкозернистой эмали на металлическую поверхность, формирующую при этом объёмный рельеф также называют техникой импасто.